# Tour du Piémont 2022
Le Tour du Piémont 2022 (officiellement Gran Piemonte 2022) est la 106e édition de cette course cycliste masculine sur route. Il a lieu le 6 octobre 2022, sur une distance de 198 kilomètres entre Omegna et Beinasco, dans le Piémont, en Italie. Il fait partie du calendrier UCI ProSeries 2022 en catégorie 1.Pro. C'est également une manche de la Coupe d'Italie. 

## Présentation
Le Tour du Piémont connaît en 2022 sa 106e édition. Il est organisé par RCS Sport, filiale du groupe RCS MediaGroup qui organise également le Tour d'Italie, Milan-San Remo, le Tour de Lombardie, Tirreno-Adriatico et Milan-Turin. Elle fait partie du calendrier de l'UCI ProSeries en catégorie 1.Pro. 

### Équipes
Vingt-trois équipes sont au départ de la course : seize équipes UCI WorldTeam et sept UCI ProTeam.
| WorldTeams (16)- Astana Qazaqstan Team - Bahrain Victorious - Bora-Hansgrohe - Cofidis - EF Education-EasyPost - Ineos Grenadiers - Intermarché-Wanty-Gobert Matériaux - Israel-Premier Tech - Jumbo-Visma - Lotto-Soudal - Movistar Team - Quick-Step Alpha Vinyl - BikeExchange-Jayco - Team DSM - Trek-Segafredo - UAE Team Emirates ProTeams (7)- Alpecin-Deceuninck - Bardiani-CSF-Faizanè - Bingoal Pauwels Sauces WB - Caja Rural-Seguros RGA - Drone Hopper-Androni Giocattoli - Eolo-Kometa - TotalEnergies |
| |

## Classement final
| \| Classement général \| Classement général \| Classement général \| Classement général \| Classement général \| \| Coureur \| Coureur \| Pays \| Équipe \| Temps \| \| ------------------ \| ------------------- \| ------------------ \| ---------------------------------- \| ------------------ \| \| 1er \| Iván García Cortina \| Espagne \| Movistar Team \| 4 h 21 min 44 s \| \| 2e \| Matej Mohorič \| Slovénie \| Bahrain Victorious \| + 0 s \| \| 3e \| Alexis Vuillermoz \| France \| TotalEnergies \| + 0 s \| \| 4e \| Edoardo Zambanini \| Italie \| Bahrain Victorious \| + 0 s \| \| 5e \| Alberto Bettiol \| Italie \| EF Education-EasyPost \| + 0 s \| \| 6e \| Madis Mihkels \| Estonie \| Intermarché-Wanty-Gobert Matériaux \| + 0 s \| \| 7e \| Corbin Strong \| Nouvelle-Zélande \| Israel-Premier Tech \| + 0 s \| \| 8e \| Andrea Bagioli \| Italie \| Quick-Step Alpha Vinyl \| + 0 s \| \| 9e \| Alessandro Covi \| Italie \| UAE Team Emirates \| + 0 s \| \| 10e \| Frederik Wandahl \| Danemark \| Bora-Hansgrohe \| + 0 s \| |                     |                  |                                    |                 |
| |                     |                  |                                    |                 |
| Source : ProCyclingStats |                     |                  |                                    |                 |
| Classement général |                     |                  |                                    |                 |
| Coureur | Coureur             | Pays             | Équipe                             | Temps           |
| 1er | Iván García Cortina | Espagne          | Movistar Team                      | 4 h 21 min 44 s |
| 2e | Matej Mohorič       | Slovénie         | Bahrain Victorious                 | + 0 s           |
| 3e | Alexis Vuillermoz   | France           | TotalEnergies                      | + 0 s           |
| 4e | Edoardo Zambanini   | Italie           | Bahrain Victorious                 | + 0 s           |
| 5e | Alberto Bettiol     | Italie           | EF Education-EasyPost              | + 0 s           |
| 6e | Madis Mihkels       | Estonie          | Intermarché-Wanty-Gobert Matériaux | + 0 s           |
| 7e | Corbin Strong       | Nouvelle-Zélande | Israel-Premier Tech                | + 0 s           |
| 8e | Andrea Bagioli      | Italie           | Quick-Step Alpha Vinyl             | + 0 s           |
| 9e | Alessandro Covi     | Italie           | UAE Team Emirates                  | + 0 s           |
| 10e | Frederik Wandahl    | Danemark         | Bora-Hansgrohe                     | + 0 s           |